# Serra Cabanella
La Serra Cabanella és una serra situada al municipi de Ger, a la comarca de la Baixa Cerdanya, amb una elevació màxima de 1.983 metres.